# Argo Merchant
Le M/V Argo Merchant  est un pétrolier construit par Howaldtswerke à Hambourg, en 1953, connu pour s'être échoué puis avoir sombré au sud-est de l'île de Nantucket, Massachusetts, provoquant une des plus grandes marées noires de l'histoire. Tout au long de son existence, le navire a été impliqué dans plus d'une douzaine d'incidents de navigation dont deux autres échouements. Un premier en Indonésie alors qu'il s'appelait Permina Samudra III, et encore en Sicile quand  il s'appelait Vari, ainsi qu'une collision au Japon.
En 1979, à cause de sa carrière mouvementée et de son échouement, le MV Argo Merchant a été sélectionné dans la catégorie « pire navire » du livre The Book of Heroic Failures.

## Naufrage
En décembre 1976 à Puerto La Cruz, Venezuela l'Argo Merchant charge 28 000 tonnes de pétrole. Il part en direction de Salem, Massachusetts sous le commandement du capitaine Georgios Papadopoulos. 
À approximativement 6 heures du matin, le 15 décembre, le navire s'échoue à environ 25 milles nautiques de l'île de Nantucket. Il est alors à plus de 24 milles nautiques de sa route prévue. Le capitaine demande la permission de déverser une partie de sa cargaison afin de dégager son navire du banc où il est échoué. La permission ne lui est pas donnée. Il essaye en vain d'alléger son navire en utilisant les pompes d'urgence et le système Air Deliverable Anti-Pollution Transfer System. Ce dernier effort n'a pas le succès attendu.
Le lendemain, la météo se dégrade et les 38 membres de l'équipage de l’Argo Merchant sont évacués.
Le 17 décembre, le navire pivote et se tord.

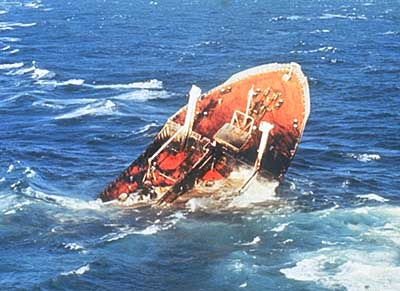
Argo Merchant se brisant en deux le 21 décembre 1976.

Le 21 décembre à 8 heures 45, soit 6 jours après s'être échoué, le navire se brise en deux provoquant une première fuite de la cargaison. La section arrière du navire commence à couler. La garde côtière américaine envisage alors de remorquer la section avant à plus de 135 milles nautiques au sud-est du site afin d'atténuer les dégâts. Cependant elle ne fut jamais remorqué, le lendemain à 15 heures 40, la proue se divise en deux. 

## Causes du naufrage
Il fut établi plus tard que le navire présentait les problèmes suivants, :
1. un membre d'équipage n'était pas qualifié comme homme de barre ;
2. un gyrocompas fonctionnait mal ;
3. le système de navigation LORAN ne fonctionnait pas.

De plus, aucune position astronomique précise n'avait été prise depuis plus de 15 heures avant l'accident. 

## Conséquences
Le naufrage de l’Argo Merchant a entraîné la création d'une législation aux États-Unis; le Port and Tanker Safety Act of 1978. Cette législation a pour objectif d'améliorer la supervision et le contrôle des navires dans les eaux américaines. De plus elle doit fournir des inspections et programmes de conformité pour les bateaux citernes transportant du pétrole et des marchandises dangereuses.
Le naufrage a aussi eu des conséquences internationales : à cette époque les États-Unis sont confrontés à une série d'accidents de tankers, cela les amène à demander au conseil de l'Organisation maritime internationale en mai 1977 d'adopter des règles de sécurité pour les tankers. Le conseil a accepté et en février 1978 une conférence sur la sécurité des tankers et sur la prévention de la pollution (The conference on Tanker Safety and Pollution Prevention). Cette conférence aboutit au Protocole 1978, qui fait partie intégrante de la convention Marpol.